# 雙十二政變
雙十二政變，亦稱肅軍政變，是1979年12月12日由时任韩军军内秘密组织一心会领袖、國軍保安司令官兼戒严司令部聯合搜查本部長全斗煥策動政變，導致韩国第四共和国結束，促成第五共和国開始。納入翌年全斗煥為了鞏固權力而實施5·17戒嚴。
事件策划者全斗煥，以涉嫌遇刺案為由，派合搜本部強行將陸軍參謀总長兼戒严司令官鄭昇和於官邸內逮捕，並未經崔圭夏總統許可。12日當夜至13日凌晨間，空降部隊、步兵團及戰車部隊等單位（甚至停戰區前線預備部隊）從首都圈周邊各地向漢城進發，開入政府各部聚集中央廳一帶，經過數起交火事件及人員傷亡後，陸軍本部、國防部均遭叛軍佔領。翌日早上，全斗煥和「一心会」數位成員，包括第9步兵師（白馬師）盧泰愚少將及其親信的第50步兵師郑镐溶少將等人已掌控韓軍，逮捕鄭昇和一方數位將領，當中有首都警備司令張泰琓少將、陸軍特戰司令鄭柄宙少將及第三野戰軍司令李建榮中將等。全斗煥在此政變後已實質掌握韓國政治權力，集軍政大權於一身；崔圭夏成有名無實的總統，8個月後遭取代。
1996年以全斗煥、盧泰愚為首的政變發起人和一眾參與者被法院追究刑事責任。

## 事件背景
在朴正熙遇刺后，各高层以戒严司令官郑升和为中心，决心为国家安全团结一致。保安司令官全斗焕被郑升和任命为联合调查本部负责人，负责调查。另一方面，全斗焕、卢泰愚等一心会成员在朴正熙死后失去靠山，在军中发展难度增大；因此陆士12期以后的军官对军部高层非常不满，纷纷投入全斗焕麾下，后来也成为全斗焕发动政变重要力量。而陆军参谋總长郑升和则倾向民主化，反对军人干政，同时也看不惯全斗焕为人，认为他“喜欢揽权，常做越轨之事”“易激动，总想干预人事工作”。在朴正熙遇刺后，全斗焕和郑升和两派间的矛盾由此日益凸显。而这段时间内，日本《每日新闻》有报道称，时任保安司令官全斗焕已成军中最具实权的人物。
全斗焕要实现夺权野心，首先将郑升和拉下马，但这是军队所不容许的“下克上”叛乱行为，故只能以政变进行。而通过联合调查本部这段时间内的调查，又先后得知郑升和曾在10·26事件发生现场附近的事实，以及他与金载圭一起前往陆军本部的事实、此后他在国防部长官在场的情况下调动军队却并未向部长官报告，而仅仅向金载圭报告之类的种种被认为“可疑”之行为，也正好成为全斗焕用以指控郑升和涉嫌遇刺事件所以必须接受调查的绝佳理由：
10·26事件发生时，郑升和距离青瓦台很近，且与主犯金载圭关系密切，因此有人怀疑他可能与朴正熙遇刺案有关。当时，首尔地方检察厅公安部及特搜部派出7名检察官，派遣检察官大多在10·26事件后向全斗焕本部长建议，必须严查案发时在青瓦台现场的郑升和总长，追究他与金载圭关联嫌疑。
但此时的全斗焕还未敢轻易对担任戒严司令官的郑升和总长采取直接行动。1979年11月6日，保安司令官兼联合调查本部长全斗焕宣布10·26事件第一次调查结果，称金载圭为单独作案。全斗焕表示：“郑升和总长在抵达陆军本部地下指挥所后采取迅速措施，防止事态扩大，并有序地收拾局面。”他还说：“从发布声明中可看到郑升和总长的行动，如果总长听从金载圭的话去中情部，可能会引发更大混乱。是郑总长提出前往陆军本部的。”
针对如上情况，郑升和虽然也接一些关于全斗焕等人对他有微词以及有介入政治野心等动向报告，逐渐也察觉到危机正靠近但并未因此判断可能有政变发生。12月9日，郑升和与国防部长卢载铉谈到全斗焕与自己的矛盾以及他干政的担忧，准备撤换全斗焕改任其为东海岸警备司令官。但卢载铉认为联合调查本部的工作关系重大不宜操之过急，如在金载圭一审（金载圭案于12月4日开庭审理）结束前就实施调换会引发公众对该案调查的质疑，因此调任方案暂缓执行。卢载铉随后将郑升和的想法告知国防部次官金容烋，然而金容烋却又将此暗示给全斗焕。得知已无退路可选的全斗焕等人由此更加紧密地筹划政变，计划以上述调查结果为由给郑升和安上内乱帮助罪的罪名实施强行逮捕，并以此实现对军队掌控。

## 事件经过

### 郑升和调查支持者集结于第30警备团
全斗焕联合一心会及其他势力，获得保安司秘书室长许和平、保安司人事处长许三守、保安司搜查科长李鹤捧、首都警备司令部第30警备团团长张世东和第33警备团长金振永等军官支持，共同推动政变计划，到12月初该计划已基本成形。而政变前夕，全斗焕又与第1军团长黄永时、首都军团长车圭宪、第9师团长卢泰愚、第71防卫师团长白云泽，以及第1空降特战旅长朴熙道、第3空降特战旅长崔世昌、第5空降特战旅长张基梧等人进行更具体的密谋策划。
12月8日，全斗焕接到李鹤捧中校提交的逮捕方案，建议在郑升和下班后于官邸內实施逮捕。全斗焕确认该方案，并指示许三守和当时被编入合同搜查本部调查2局的陆军本部犯罪调查团长禹庆允上校一起制定行动措施。
12月12日下午，全斗焕将上述人等都召集到景福宫的首都警备司令部第30警备团办公室，讨论如控制首尔，并指示行动计划，他自己则先带李鹤捧前往三清洞总理公馆（当时崔圭夏尚未宣誓就职，故未搬入青瓦台），请示总统下达对郑升和逮捕令。
同日18时，全斗焕接到总统崔圭夏通知，要求提前20分到达。随后全斗焕以尹必镛事件为例，强调逮捕郑升和是紧急且保密行动，并向总统提出建议，但遭拒绝。

### 郑升和参谋长被强行逮捕
许三守和禹庆允则按照全斗焕指示，与此同步进行开始实施逮捕行动。他们调动第33宪兵队50名士兵和保安司令部10余名搜查官组成逮捕队，乘坐轿车和小型巴士前往位于汉南洞“公馆村”参谋长官邸，并于18时50分抵达。许三守和禹庆允以“保安司情报处长报告”为由进入官邸在客厅等候。而随行的第33宪兵队则趁机突袭了周围的警卫岗哨，将官邸卫兵强制缴械。
在官邸内，逮捕队以金载圭招供郑升和收受过他贿赂为指控要求郑升和跟他们回去接受录音。郑升和看出来要逮捕他，但还没反应过来这是兵变，便问是总统下的令，许三守谎称是。郑升和便要求身旁副官室接通总统崔圭夏电话以确认此事。然而在副官走进副官室要拨通电话瞬间，负责监视的两个保安司令部搜查官便开了枪。许三守和禹庆允这两名身着便装的上校听到枪声，马上架住郑升和，试图强行带出官邸。同时，又有一名保安司令部士兵从室外打破窗户进入客厅，持枪威胁郑升和配合。但在此后押送郑升和离开过程中，逮捕队又与公馆村的陆战队警卫部队发生交火，期间禹庆允被流弹击中负伤。尽管双方展开枪战，逮捕队兵力也未能占上风，但许三守等人乘乱将郑升和押上轿车并通过正门离开，而其余大部分支援掩护的宪兵们则被陆续赶来的陆战队警卫兵力包围。此冲突导致1人死亡，20余人受伤。
19时21分，逮捕队将郑升和押送至保安司令部西冰库。

### 反叛军要求总统批准对郑升和拘捕
在此期间总理公馆内，全斗焕做了一个多小时的工作也无法说动崔圭夏签署逮捕令。
而作为参谋总长兼戒严司令官的郑升和被绑架的消息也惊动陆军本部。参谋次长尹诚敏在收到相关报告后，立即下达“珍岛犬1号”命令。起初陆军本部还一度怀疑朝鲜特种部队渗透官邸，此后随着具体信息不断传来汇总后才意识到郑升和已被保安司令部的人强行逮捕而幕后策划者正是全斗焕本人。而宪兵监金晋基准将也从陆军本部接到郑升和被绑架的报告以及此时全斗焕正好在总理公馆内的情报，于是立即下令总理公馆宪兵警卫队长具正吉中校逮捕全斗焕，但后者还没来得及开始行动前就被同为全斗焕一方的青瓦台警护室所属兵力缴械监禁（此前留在景福宫的卢泰愚等人也听闻逮捕过程中发生交火计划必然泄露，因此要求高明昇上校（同为“一心会”成员）马上派兵力赶到公馆保护全斗焕的安全以免出现意外）。
20时30分左右，全斗焕回景福宫第30警备团，告知众人总统没有答应，政变集团变的气氛沮丧。之后，张泰玩少将也得知全斗焕等人组成的政变集团正聚集在他管辖的第30警备团中图谋不轨后勃然大怒，立即给第30警备团部通话，谴责他们叛乱，并扬言用坦克把他们碾死。得知事泄，崔世昌和张基梧两人赶紧回自己所指挥的第3和第5空降特战旅，以免指挥权落入特战司令官郑柄宙手中，第33警备团长金振永则率领张世东抽调给他的第30警备团一个中队兵力赶往汉南洞，救出已被海军陆战队警卫队包围的第33宪兵队人马，同时指示第33警备团不得听从张泰玩指令。
21时30分，全斗焕、俞学圣、黄永时、车圭宪、白云泽、朴熙道再次前往公馆，以集体逼宫方式要求总统批准拘捕与调查。然而崔本人依旧以没有国防部长到场同意为由又一次拒绝。之后双方在拘捕问题上意见分歧，整夜展开拉锯战。

### 事态扩大

#### 第1空降旅出动的错误情报和争议
同为21时30分左右，陆军本部接到情报称，第1空降旅已出动并准备进攻陆军本部。虽然事后证明这情报并不准确，但在当时产生巨大影响。应对潜在威胁，本部请求特战司令官郑柄宙出动第9空降旅备战。
然而实际上在当时第1空降旅并未出动。当时能够指挥该旅的朴熙道准将在景福宫的第30警备团中，而李起龙上校接到命令前往陆军本部，但在李起龙接近第一汉江大桥却被误传该旅已出动。虽然第1空降旅确实被证实在此后的12月13日出动，但在批评全斗焕许多文章和报告中，关于第1空降旅出动时间存在争议，许多版本描述其出动时间早于第9空降旅，称大约22:00前。然而，说法大多互相矛盾，存在多个版本:
根据相关报告，12月12日晚9点10分左右，第1空降旅长朴熙道命令参谋长李起龙准备部队出动；9点45分，该旅第1营部队在新月洞三岔路口集结。22点03分左右，第1营到达汉江大桥检查站，然而，由于大桥被封锁，部队被迫返回驻地，此后再次出动时改道幸州大桥后才进入首尔。尽管有多个报告和新闻，但它们内容不太一致，尤其是与李起龙本人和其他相关人员的证词矛盾。当时作为旅长的朴熙道在第30警备团，无法指挥部队出动。而参谋长李起龙声称接到紧急命令，因此跳过上级特战司令官郑柄宙的指挥系统而让属下直接出动，但在此后又接到陆军本部要求返回的命令。在这信息错综复杂，所接到的命令先后自相矛盾情况下，李起龙只能先命令部队暂时返回待命，他自己则继续驱车独自前往陆军本部试图获取更为明确的指示。但在途经第一汉江大桥时被首都警备司令部宪兵截停并软禁。因此，直到朴熙道于13日午夜返回部队前，第1空降旅实际上处于指挥真空状态。
但即便如此，陆军首脑层也一致认为陆军本部只是行政指挥机构缺乏直属兵力一旦遭第1空降特战旅进攻必然难对应，因此于当晚22时15分决定弃守地堡，将指挥部转移至更多兵力能够守卫的笔洞首都警备司令部。而国防部长卢载铉则转移到驻韩美军第8军地下指挥中心的韩美联合司令部希望能够寻求美军帮助。

#### 保安司令部反制措施
从陆军本部立场来看，第1空降旅首先出动试图对本部发起攻击，所以派遣第9空降旅攻击第30警备团显得合理并符合自卫逻辑。然而保安司令部认为陆军本部和首都警备司令部对第30警备团攻击命令都没有合法程序依据。因此在全斗焕接到此前首都警备司令官张泰玩的威胁电话以及得知陆军本部试图派出第9空降旅后随即展开相关对应行动，计划首先对布署反政变行动最为积极张泰玩少将及特战司令官郑柄宙少将、宪兵监金晋基准将、第三野战军司令李建荣中将等人进行直接逮捕一举瓦解陆军本部镇压措施。
晚11时左右，全斗焕等人离开公馆，其中朴熙道奉全斗焕之命，返回自己指挥的第1空降旅，全斗焕则将政变指挥所从首都警备司令部第30警备团转移到保安司令部状况室。在那里，全斗焕主要部署四项行动：
1.利用保安司令部通信网，要求保安司参谋们说服各部队参谋，让他们不要出兵，派到各部队的保安部队长也参与说服，全斗焕本人也亲自参与；
2.命令崔世昌的第3空降旅占领陆军特战司令部，后带兵赴景福宫；
3.命令朴熙道的第1空降旅占领陆军本部和国防部，张基梧指挥第5空降旅也作为预备队出动；
4.命令首都警备司令部宪兵团长赵洪上校逮捕首都警备司令部高层将领。

### 镇压军失去主导权
上述四项行动都获得成功。首先是一些接到陆军本部准备出兵指令的部队，如首都机械化步兵师（孙吉男少将指挥）、第26步兵师（裴政道少将指挥）、第30步兵师（朴熹模少将指挥）以及第9空降特战旅都由于保安司令部方面的说服工作而按兵不动或者以在出动后被迫返回而收场。
与此同时为避免内战爆发，对峙双方在总统官邸展开接触，尝试达成共识，因为参谋次长尹诚敏中将等人不希望韩军内部发生流血冲突，以免给朝鲜可乘之机。因此他不断与黄永时、车圭宪、俞学圣等人进行通话，摸索妥协之道，据说在晚11时左右达成双方不动员兵力来解决问题的君子协定。同时，卢载铉也在与韩美联合司令部进行磋商后从美军地堡回国防部办公室，但他以当前正在对峙的局面危险为由，拒绝立即前往总统官邸。
但全斗焕一方根本没有遵守君子协定。12月13日凌晨0时，崔世昌派出一个由第3空降旅第15营朴琮圭中校率领逮捕小组前往特战司令部逮捕郑柄宙少将。在攻占特战司过程中，逮捕小组与司令部人员再次交火，郑柄宙负伤被俘，秘书室长金五郎少校惨遭射杀。随后第3空降旅又派出2个营600余人于凌晨3时进驻景福宫第30警备团驻地用以加强该地防卫力量。
而第1空降旅如前所述在第一汉江大桥遇阻后一度撤退返回驻地，但在此后由回到部队的旅长朴熙道亲自率领下再次出动并改道幸州大桥。驻守幸州大桥的第30师部队则由于保安司令部的劝说干扰未做出有效抵抗，致使第1空降旅麾下第1、2、5、6四个营总兵力1500余人皆由此顺利进入首尔，不久就占领已空虚的陆军本部。接着又在与国防部守卫部队进行短暂交火后于凌晨2时40分左右成功占领国防部并俘虏在那的联合参谋本部议长金钟焕上将等8名将军。交火过程中，守卫国防部的宪兵郑善烨中士中枪身亡，另有十人不同程度负伤。国防部前的玻璃门等设施在交火中被击碎，现场血迹斑斑。
另外除了全斗焕的直接部署外，留守景福宫的卢泰愚也在13日凌晨0时左右命令麾下的第9师第29团和30团的一部分在内1300多名兵力从高阳市南下。在保安司令部的黄永时中将则调遣麾下的第1军团第2机甲旅所属的第16战车大队的180人和30余辆坦克，与前者在途中汇合后于凌晨3时25分至30分期间陆续抵达首尔，进驻中央厅。

### 政变成功
12月13日凌晨3时，接到首都警备司令部宪兵团团长赵洪上校指令的该团副团长申允熙中校率十多名宪兵冲进首都警备司令部司令官室，将包括首都警备司令官张泰玩在内的所有陆军本部高层将领全部逮捕，过程中造成的冲突又致使陆军本部作战参谋部长河小坤少将中枪身负重伤。
凌晨3时45分，占领国防部的第1空降特战旅在地下室发现了卢载铉，把他带到保安司令部见全斗焕，在全斗焕等人的压力下他也只能同意全斗焕所提出的批捕郑升和的要求。
凌晨4时50分，全斗焕等人带着卢载铉再次来到总理公馆，崔圭夏总统最终被迫同意签字批捕郑升和，并写上时间“5:10AM”（上午5时10分）以此确认了对陆军参谋总长郑升和的逮捕决定。随着总统的签字批捕，“珍岛犬1号”的警报也被解除，全斗焕的行动得以实现，双十二事件宣告结束。

## 事件后续

### 军队内部清算
12月13日上午10时30分，国防部长卢载铉正式对外宣布参谋总长兼戒严司令官郑升和上将因涉嫌朴正熙遇刺事件已被逮捕解职。郑升和的军衔被降为二等兵，此后又以内乱帮助罪被起诉并被判处十年有期徒刑（后减为七年）。首都警备司令官张泰玩少将在服刑三个月后强制退役并遭到软禁。特战司令官郑炳宙少将则被押至保安司调查室后，遭强制退役并软禁。陆军宪兵监金晋基准将自主退役离开军队，而参谋次长尹诚敏中将则调任第1军司令官。 1980年1月，韩国军界进行了大规模的将领更替。此后，那些在公开或私下场合对双十二政变发表批评言论的将领，不是被迫离职，就是被调职。

### 金泳三时期的审判
文官政府执政后，金泳三总统将双十二事件定性为“以下犯上的政变”。朴启东议员揭发了卢泰愚的秘密资金问题，随后引发了一连串针对全斗焕和卢泰愚的起诉行动。1994年12月，检察机关认定双十二事件为军事叛乱，但考虑到可能引发混乱，决定暂缓起诉。针对这一暂缓决定的宪法诉讼中，宪法法院于1995年1月20日驳回了要求取消暂缓起诉的申请。
同年7月，检察机关发布了关于光州事件的调查结果，认定全斗焕是为了夺权而采取行动，但以“成功的政变无法追责”为由未予起诉。国会随后通过了5·18特别法。随着新的证据浮现，检察机关于1995年12月重新展开了对12·12和5·18事件的调查。最终，全斗焕、卢泰愚等新军部核心人物分别于1996年1月23日因光州事件的内乱罪和2月28日因双十二事件的叛乱罪被捕并起诉。
在12·12和5·18事件的一审中，全斗焕被判死刑，卢泰愚被判无期徒刑。高等法院在上诉时将全斗焕的死刑改为无期徒刑。韩国大法院最终裁定，全斗焕和卢泰愚等人在12·12事件中确实构成叛乱罪。大法院指出，即便通过军事叛乱和内乱掌握政权，并在之后通过国民投票修改宪法并继续统治国家，这仍不能被视为通过叛乱建立了新的法律秩序。违反宪法民主程序，通过暴力手段阻碍宪法机构行使职权或篡夺政权的行为，在任何情况下都不应被容忍。

## 相關作品
- Don Oberdorfer, The Two Koreas (Addison-Wesley, Reading, Mass, 1997, ISBN 0-201-40927-5, p. 121)
- Young, James V. Eye on Korea: An insider account of Korean-American Relations. (Texas A&M University Press, College Station, TX) 2003. ISBN 978-1585442621
- 鄭昇和，1989年，《將軍之夜——韓國雙十二事件》，台北：時報文化出版企業股份有限公司。 ISBN 957-13-0289-9
- 《第五共和國》：MBC電視台2005年播出的以雙十二政變與全斗煥掌權改編的電視劇。
- 《12.12：首爾之春》：2023年上映的韓國電影，亦是韓國電影史上首部根據雙十二政變事件改編的影片。